# Porte de la Monnaie
La porte de la Monnaie est une porte de la ville de Bordeaux, sur les quais de la Monnaie, à mi distance entre pont de pierre et Pont Saint-Jean, et à quelques pas du conservatoire de musique.

## Historique
Les murs de la ville empêchaient les habitants situés entre la porte de la Grave et la porte Sainte-Croix
de communiquer avec le port.
Sur proposition de l'intendant Tourny, les jurats ordonnèrent la construction d'une nouvelle porte le 15 juillet 1752 
Le début de sa construction par l'architecte entrepreneur Jean Alary d'après les plans de l'architecte André Portier remonte au 19 janvier 1758. Elle fut achevée le 25 juillet 1759.
Le nom donné à la porte vient de l'atelier de la monnaie qui venait d'être déplacé de l'ancien Hôtel de la Bourse à proximité de l'endroit où fut érigée la porte (aujourd'hui l'établissement de la monnaie se situe à Pessac).
L'orthographe a évolué, passant de Porte de la Monnoye, puis Porte de la Monnoie, à Porte de la Monnaie.
La rue fut également appelée rue porte de la Monnaie, elle s'appelait auparavant rue Anglaise.
Elle était surnommé aussi « rue des Anglais », ainsi que « rue des Arlots » (de l'anglais harlot signifiant « fille de joie »).
L'édifice est inscrit au titre des monuments historiques par arrêté le 12 avril 1965.

## Architecture
La porte est en forme d'arc de triomphe. Elle est plus petite et plus sobre que les autres portes de Bordeaux.

## Galerie

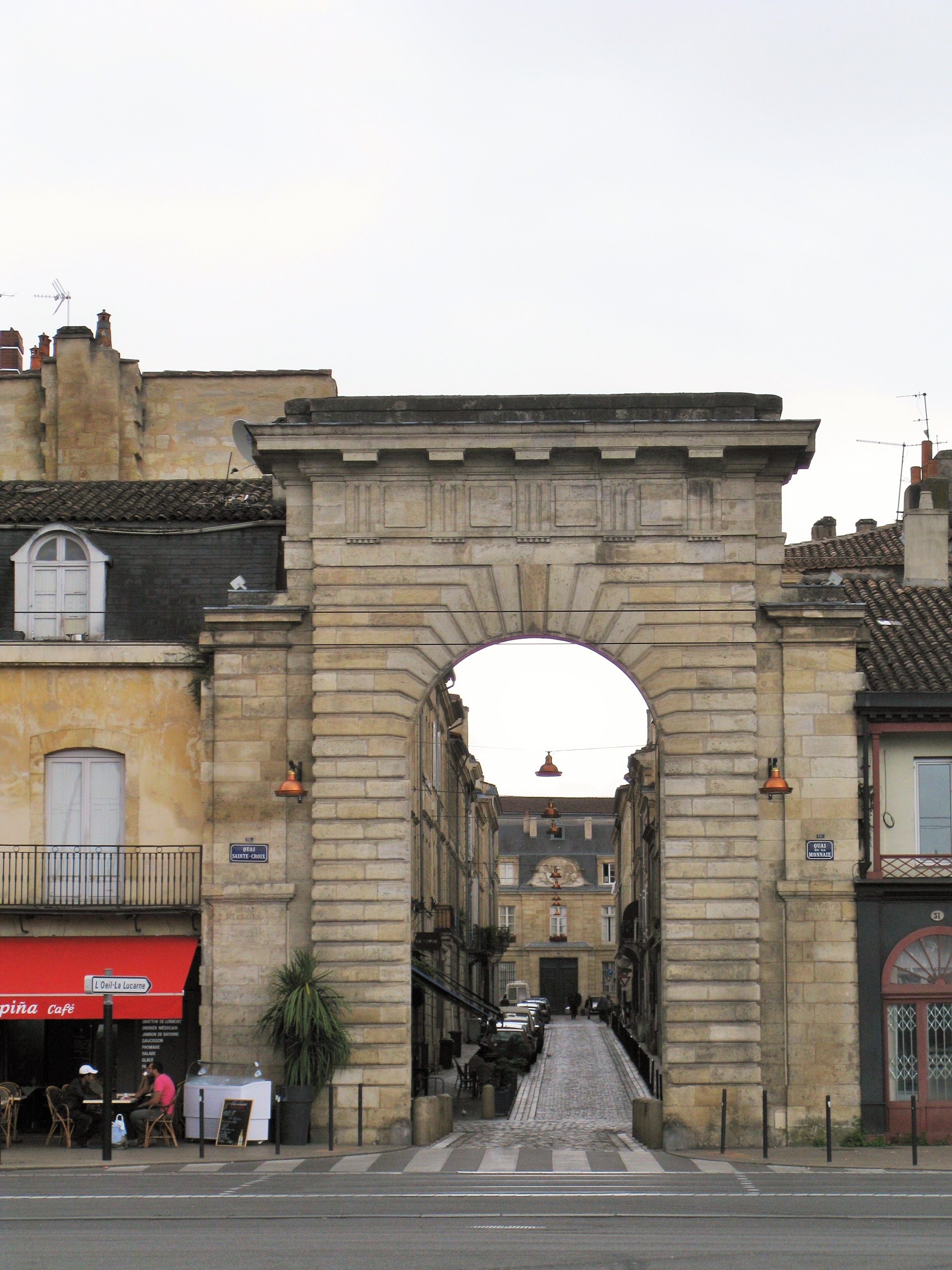
Porte de la monnaie depuis les quais
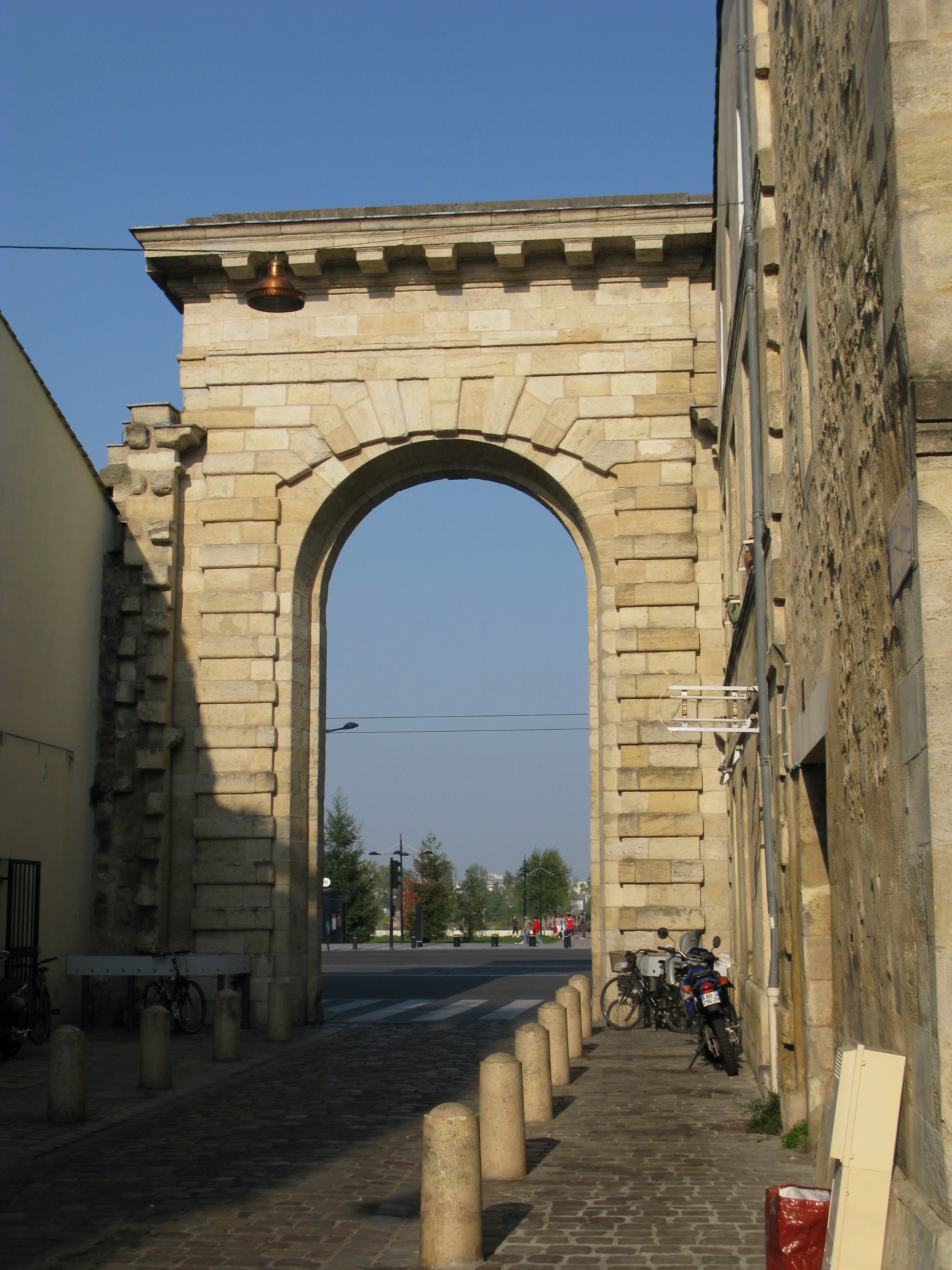
Porte de la monnaie depuis la rue de la porte de la monnaie